# مک (آریزونا)
مک (به انگلیسی: Mack) یک منطقهٔ مسکونی در ایالات متحده آمریکا است که در آریزونا واقع شده‌است. مک ۱٬۳۳۴ متر بالاتر از سطح دریا واقع شده‌است.